# Oude Niedorp
Oude Niedorp (West-Fries: Ouwe Nierep) is een dorp in de gemeente Hollands Kroon, in de regio West-Friesland, in de provincie Noord-Holland. Oude Niedorp was tot 1970 een zelfstandige gemeente, daar vielen ook de dorpen 't Veld en Zijdewind onder.
Het dorp kreeg in 1415 tezamen met het andere dorp, Nieuwe Niedorp, stadsrechten onder de naam Stede Niedorp.

## Naam
In 1206 is er sprake van Nyedorp, duidend op een nieuw ontstaande woonkern. De plaats wordt in 1289 vermeld als Oudeniedorp, dit zou er op wijzen dat er nog een woonkern was ontstaan die Nieuwe Niedorp genoemd werd. De benaming Niedorp zou ook een samentrekking kunnen zijn van Ten-iedorp, wat waterdorp betekent.

## Bezienswaardigheden
In Oude Niedorp vindt men naast het dorpse aanzicht als algemene bezienswaardigheid ook de Ruïnekerk en de Korenmolen De Hoop, De Hoop werd in 1641 gebouwd en is nog steeds maalvaardig.
Ook is er een publiek strandbad met de naam 'het skarpet'.

## Politiek en bestuur
De gemeenteraad van Oude Niedorp bestond uit 7 zetels. 
Tijdens het bestaan van de gemeenteraad werden er nooit partijnamen gebruikt, maar werd er uitsluitend gewerkt met kieslijsten.

### Zetelverdeling gemeenteraad
Hieronder staan de zeteltoewijzingen sinds 1927:
| Zetelnummer                 | 1927          | 1931          | 1935       | 1939          | 1946              | 1949              | 1953              | 1958              | 1962              | 1966              |
| --------------------------- | ------------- | ------------- | ---------- | ------------- | ----------------- | ----------------- | ----------------- | ----------------- | ----------------- | ----------------- |
| 1                           | J. de Wit     | J. Bakker     | [onbekend] | W. Kolkman    | J. van Zoonen     | P.J. Zijdewind    | P.J. Tromp        | H.B. Damhuis      | F.Th. J. Jong     | F.Th. J. Jong     |
| 2                           | J. Bakker     | C. de Boer    | [onbekend] | J. de Bakker  | H. Kriller        | J. van Zoonen     | J. Wit            | Th. J. Stadegaard | P.G. Scholten     | P.G. Scholten     |
| 3                           | P.H. Tromp    | W. Klokman    | [onbekend] | P.A. Broersen | P.J. Tromp        | W. Kolkman        | Th. J. Stadegaard | F.Th. J. Jong     | M. Borst          | A.J. Wijnker      |
| 4                           | A. Molenman   | W. Slijkerman | [onbekend] | A.S. Groot    | J. Wit            | J. Wit            | W. Kolkman        | Th. J. Wit        | Th. J. Stadegaard | Th. J. Stadegaard |
| 5                           | G. Liefhebber | D. Kriller    | [onbekend] | W.H. Bierman  | W. Kolkman        | H. Kriller        | P. van der Fluit  | P.J. Tromp        | P. J. Tromp       | M.C. Hoebe        |
| 6                           | D. Kriller    | J. Waiboer    | [onbekend] | J. van Zoonen | Th. J. Stadegaard | Th. J. Stadegaard | J. van Zoonen     | H. Kriller        | H. Kriller        | H. Kriller        |
| 7                           | J. van Zoonen | J. van Zoonen | [onbekend] | G. de Heer    | P. de Jong        | P. de Jong        | H. Kriller        | P. Heinis         | P. Heinis         | J. van Zoonen     |
| Totaal uitgebrachte stemmen | 521           | 566           |            | 662           | 715               | n.v.t.            | 782               | 774               | 786               | 901               |

### Zetel van de raad
De gemeente Oude Niedorp besloot dat het nodig was om een nieuw raadshuis te laten bouwen voor de gemeente Oude Niedorp. 
Op 19 september 1955 werd het gebouwde gemeentehuis geopend door de Commissaris van de Koningin Dr. M.J. Prinssen.
Het raadshuis waarin de gemeenteraad zetelde werd in het jaar 1958 weer gesloopt, doordat het gebouw binnen korte tijd onherstelbaar aangetast was door houtwormen.

### Bijzonder verloop van verkiezingen

#### Gemeenteraad tijdens Tweede Wereldoorlog
In het jaar 1943 zijn er geen gemeenteraadsverkiezingen gehouden in Oude Niedorp, vanwege de Tweede Wereldoorlog. Nadat de oorlog was afgelopen werd in 1945 een tijdelijk kiescollege opgericht door de Provinciale Staten van Noord-Holland, die als doel had om de nieuwe verkiezingen van de gemeente te herstarten. 
Op 18 september 1945 werden de volgende mensen benoemd tot leden van het tijdelijke kiescollege door Jacob Evert de Vos van Steenwijk: 
- H. Schrooder
- M. Waterdrinker
- J. Klompstra
- F. Leek
- P. Krouwel
- H. Kriller
- H. Tames
- J. Bakker Sr.
- A. Bruin
- P. Klaver
- C. Klaver
- C. Broersen
- A. Dekker
- G. Groen
- J. Schiebroek
- A. Brink
- S. van der Stoop
- J. Ligthart
- S. de Boer
- Th. Stadegaard
- G.N.M. Kerssens

Vervolgens werd in 1946 de nieuwe raad verkozen door de stemgerechtigden van Oude Niedorp.

#### Te weinig kieslijsten tijdens verkiezingen
Tijdens de verkiezingen van 1949 bleek dat er slechts 1 lijst zich verkiesbaar had gesteld. Doordat er maar 1 lijst was waarvan kon worden gekozen, werden de eerste 7 kandidaten van lijst 1 direct benoemd. Daardoor vond er dat jaar geen verkiezing plaats in Gemeente Oude Niedorp.

### Opheffing van gemeente
In het jaar 1970 ging de zelfstandige gemeente op in gemeente Niedorp.

## Geboren
- Simon Kooyman (1882-1963) componist, muziekpedagoog, dirigent, pianist en violist

## Zie ook

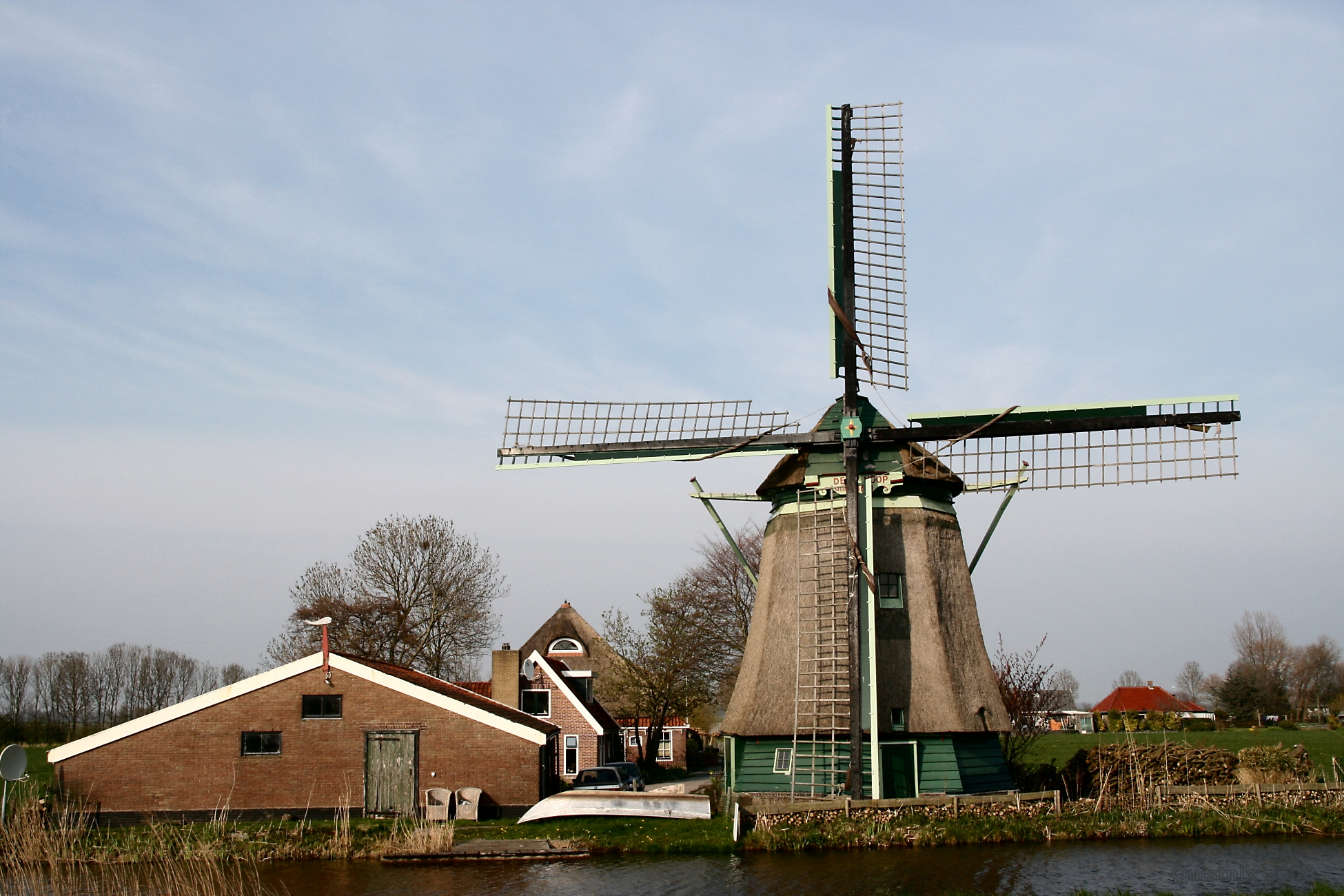
Molen De Hoop